# Оберст-лейтенант
Оберст-лейтенант (нем. Oberstleutnant) — воинское звание старшего офицерского состава в Вооруженных силах Германии (Германская имперская армия, Рейхсвер, Вермахт, Бундесвер), Австрии, Швейцарии, Дании, Норвегии, а также в армии Австро-Венгрии.
Звание оберст-лейтенанта находится по старшинству между воинскими званиями майора и оберста.  Соответствует званию подполковника.
Во времена нацистской Германии в войсках СС соответствовало званию СС-оберштурмбаннфюрер.
Oберст-лейтенант (НАТО ОФ-4)
| Сухопутные войска | Люфтваффе                                                                  |
| --- | -------------------------------------------------------------------------- |
| - Оберст-лейтенант i.G. (службы Генерального штаба) - Оберст-лейтенант (военная разведка) - Оберст-лейтенант a.D. (моторизированная пехота; в отставке) | - Оберст-лейтенант (полевая форма) - Оберст-лейтенант (приглушённые цвета) |